# 名鐵Mo800型電車 (二代)
名鐵モ800型電車（2代）又名豊鐵モ800型電車（2代），福鐵モ800型電車。
曾在2005年（平成17年）前於名古屋鐵道（名鐵）的軌道線使用的路面電車。因名鐵的600V路線取消後，モ800型電車被轉移到豐橋鐵道及福井鐵道

## 轉讓以後動態

### 福井鐵道

#### 轉移到福井鐵道前的歷史
於2001年（平成13年）10月12日到11月4日的24日間，名鐵借出802號車予福井鐵道，作JR福井站前電車街道（福井駅前電車通り）測試。

#### 轉移到福井鐵道後的歷史
2005年（平成17年）名鐵的600V路線取消後，在名鐵岐阜工場改造後，便把802和803號車搬到福井。
- 10月15日鉄道日在福鐵的工場内公開試運行。
- 10月21日到11月3日間，803號車在市内線限定（福井站前－田原町）間行駛。
- 2006年（平成18年）4月1日正式行駛福鐵全線